# Norris Poulson
C. Norris Poulson (ur. 23 lipca 1895 w hrabstwie Baker, zm. 25 września 1982 w La Jolla) – amerykański polityk, kongresmen, członek Izby Reprezentantów, trzydziesty szósty burmistrz Los Angeles.

## Życiorys
Urodził się w rodzinie duńskich imigrantów w stanie Oregon, dwa lata studiował w Oregon State University. W 1923 roku wraz z żoną przybył do Los Angeles, gdzie został dyplomowanym księgowym.
W 1938 roku i ponownie w 1942 roku został wybrany do Zgromadzenia Stanowego Kalifornii. Po zakończeniu kadencji w parlamencie stanowym był wybierany do Izby Reprezentantów, niższej izby parlamentu Stanów Zjednoczonych na kadencje w latach 1943–1945, 1947–1953 z okręgu 13. i w 1953 z nowo utworzonego 24. okręgu wyborczego w stanie Kalifornia w Izbie Reprezentantów Stanów Zjednoczonych.
W 1953 roku wygrał wybory na burmistrza Los Angeles.

## Osiągnięcia jako burmistrz
Za jego rządów Los Angeles stało się trzecim co do wielkości miastem w Stanach Zjednoczonych. Przyczynił się do przebudowy Międzynarodowego Portu Lotniczego w Los Angeles (LAX) i rozbudowy portu morskiego. Przyciągnął też do miasta drużynę baseballową Brooklyn Dodgers (od momentu przenosin znaną jako Los Angeles Dodgers), przeprowadził większą integrację służb miejskich – policji i straży pożarnej, a także wprowadził system recyklingu odpadów.
W 1961 roku przegrał wybory z Samem Yorty. Po przegranej przeprowadził się do La Jolla w pobliżu San Diego.